# Francisco Salias
Francisco Salias y Sanoja (Caracas, 1785 - ibidem, 8 de diciembre de 1834) fue un revolucionario venezolano, conocido como el prócer de la independencia de Venezuela y ser el célebre por ser quien atajó al capitán general Vicente de Emparan y Orbe a las puertas de la catedral de Caracas y conminarlo a volver al Cabildo, gestó que contribuyó a la ruptura definitiva con el orden colonial.
Ejerció el cargo de edecán del generalísimo Francisco de Miranda; luchó en el asalto a Valencia, Edo. Carabobo, el 23 de julio de 1811, y por error fue dado por muerto cuando había sido herido y hecho prisionero; al ser liberado, fue ascendido a capitán (1811). Luego el 16 de agosto condujo a Caracas el parte donde Miranda informó al gobierno de la pacificación de Valencia. Posteriormente estuvo con el Generalísimo hasta la pérdida de la Primera República; después fue nuevamente capturado y trasladado a Puerto Cabello, Edo. Carabobo, donde se le hizo un juicio por "infidencia", siendo acusado de traición a la corona española. En marzo de 1813 fue liberado y retornó a las filas patriotas. Años más tarde, específicamente en 1826 estuvo entre los signatarios del acta de la Asamblea de San Francisco, en Caracas, del 7 de noviembre, que apoyó el movimiento La Cosiata (que aspiró la separación de Venezuela de la Gran Colombia). Y en noviembre de 1830 fue comandante de un resguardo.
Según las crónicas, le escribió a José Antonio Páez dándole a conocer su difícil situación económica y mala salud, solicitándole un empleo. Ese es el último dato que se tiene de él.

## Biografía
Francisco Salias Sanoja nació en Caracas en 1785. Sus padres fueron Francisco Antonio Salias Tordesillas y de María Margarita Sanoja Cabeza de Vaca y nacieron en el Imperio español. Tuvo como hermanos a Juan, Mariano, Carlos, Pedro y Vicente Salias Sanoja. Todos fueron bien educados y desde jóvenes se inclinaron por las ideas independentistas.
Contrajo nupcias con Dolores Cedillo. El matrimonio tuvo 2 hijos: Soledad y Juan Vicente.

## Hechos importantes
De destacada participación en los sucesos del 19 de abril de 1810, se hizo célebre por ser quien atajó al capitán general Vicente de Emparan y Orbe a las puertas de la catedral de Caracas y conminarlo a volver al Cabildo, gestó que contribuyó a la ruptura definitiva con el orden colonial. Fueron sus padres Francisco Antonio Salias Tordesillas y María Margarita Sanoja Cabeza de Vaca. Su familia se caracterizó por defender los valores republicanos, en tal sentido, junto a sus hermanos Juan, Mariano, Carlos, Pedro y Vicente, conformó un importante grupo de patriotas que sirvió a la causa de la Independencia. En relación con su actuación en los eventos del 19 de abril, cuando el gobernador y capitán general Emparan, después de haber suspendido la reunión del Cabildo-maniobra destinada a evadir los irreversibles sucesos del 19 de abril se preparaba a entrar en la catedral, Salias, tomándolo por el brazo le instó a regresar al Cabildo en donde poco después Emparan renunció al mando.
Como edecán del general Francisco de Miranda, Salias participó en el asalto a Valencia el 23 de julio de 1811, siendo dado por muerto cuando en realidad había sido herido y hecho prisionero por parte de las fuerzas realistas. Liberado, fue ascendido a capitán en agosto de 1811. El 16 del mismo mes, junto a Simón Bolívar, condujo a Caracas el parte donde Miranda informaba al gobierno de la pacificación de Valencia. Continuó al lado de Miranda hasta la pérdida de la Primera República, siendo capturado de nuevo por los realistas y trasladado a Puerto Cabello, donde se le siguió un juicio por “infidencia”, por traición a la corona española. En marzo de 1813 fue puesto en libertad y a partir de agosto de ese mismo año volvió a las filas patriotas. En noviembre de 1826 Francisco Salias figura como uno de los firmantes del acta de la Asamblea de San Francisco, celebrada el día 7 en Caracas, en apoyo del movimiento conocido como La Cosiata (el cual abogaba por la separación de Venezuela de la Gran Colombia). En relación con su vida personal, se casó con Dolores Cedillo. 
En noviembre de 1830 era comandante de un resguardo, cuando le escribió a José Antonio Páez manifestándole su difícil situación económica y el mal estado de su salud por lo cual pedía que se le diese otro empleo. Esta petición a Páez es el último dato que se posee sobre su vida, poco antes de su fallecimiento en diciembre de 1834.
Desde 1811 luchó al lado del general Francisco de Miranda, cayendo prisionero de los españoles en dos oportunidades. Posteriormente, apoyó la separación de Venezuela de la Gran Colombia.

## Muerte
Falleció el 8 de diciembre de 1834 a los 49 años de edad por herida de arma de fuego
- Datos: Q17632550